# Эстрада Кинтерос, Марко Андрес
Ма́рко Андре́с Эстра́да Кинте́рос (исп. Marco Andrés Estrada Quinteros; 28 мая 1983, Винья-дель-Мар) — чилийский футболист, защитник. Выступал за сборную Чили.

## Карьера
Профессиональную карьеру Эстрада начал в клубе «Эвертон», воспитанником которого он являлся. Отыграв за «Эвертон» 5 лет, он в 2007 году перешёл в «Универсидад де Чили», за который играл вплоть до чемпионата мира 2010. Перед началом ЧМ-2010 Эстрада подписал контракт с французским «Монпелье», и присоединился к его составу сразу после завершения ЧМ-2010.
В национальной сборной Марко Эстрада дебютировал 7 сентября 2007 года в матче со сборной Швейцарии. Эстрада включён в заявку сборной Чили на чемпионат мира 2010.

## Достижения
- Чемпион Франции: 2011/12